# Lichinella granulosa
Lichinella granulosa är en lavart som beskrevs av M. Schultz. Lichinella granulosa ingår i släktet Lichinella och familjen Lichinaceae.   Inga underarter finns listade i Catalogue of Life.